# Варецька Олена Володимирівна
Олена Володимирівна Варецька (нар. 22 березня 1961 року, Запоріжжя) — українська науковиця, доктор педагогічних наук, професор (2020). Коло наукових інтересів: теорія та методика професійної освіти.

## З біографії
Варецька Олена Володимирівна народилася 22 березня 1961 року у місті Запоріжжі. Батько — Беседін Володимир Васильович (1923—2008), мати Бесєдіна Любов Федорівна — робітники. У 1978 році закінчила середню школу. У 1978—1980 роках навчалася у Запорізькому технікумі радянської торгівлі, працювала на різних посадах в закладах торгівлі й одночасно навчалася у Донецькому інституті радянської торгівлі (1980—1985).
Трудову педагогічну діяльність розпочала у 1983 році у Запорізькому технікумі радянської торгівлі (1983—1986). Працювала вихователем групи продовженого дня у Вільнянській восьмирічній школі № 1 Запорізької області (1986—1987), вчителем початкових класів та економіки середньої школі № 1 м. Запоріжжя (1987—2009). У 2001 році присвоєно звання «Вчитель методист». У 2004 році стала лауреатом Всеукраїнського конкурсу «Учитель року» (III місце) у номінації «Вчитель початкових класів».
Закінчила Бердянський державний педагогічний інститут імені П. Д. Осипенко (1985—1990), аспірантуру з відривом від виробництва у Запорізькому обласному інституті післядипломної педагогічної освіти за спеціальністю «Педагогічні науки» (2001—2004), Гуманітарний університет «Запорізький інститут державного та муніципального управління» за спеціальністю «Педагогіка вищої школи», здобула кваліфікацію магістра з педагогіки вищої школи (2005—2006), докторантуру з відривом від виробництва Інституту вищої освіти НАПН України (2012—2015). У 2007 році пройшла навчання за Програмою підготовки провідних викладачів для системи післядипломної педагогічної освіти у рамках спільного проєкту МОН України та Світового банку «Рівний доступ до якісної освіти в Україні», яке успішно завершила шостою за рейтингом.
Від 2004 року працює у комунальному закладі «Запорізький обласний інститут післядипломної педагогічної освіти» Запорізької обласної ради» старшим викладачем (2004—2010), доцентом (2010—2016), професором кафедри початкової освіти (2016 року до нинішнього часу), проректором з науково-методичної роботи (2018-2024), професором кафедри початкової освіти. Досліджувала проблеми сільської школи у науково-дослідній лабораторії «Управління освітніми системами регіонів сільської місцевості» як науковий співробітник, старшого наукового співробітника (2011—2015), економічної вихованості, підприємницької та соціальної  компетентності молодших школярів та вчителів початкової школи, академічної доброчесності. З 2018 року є відповідальним редактором видань Інституту: науково-методичного посібника "Здобутки освітян Запорізького регіону. Антологія практичного досвіду педагогічних працівників закладів освіти Запорізької області в контексті реалізації Концепції «Нова українська школа» URL: https://zoippo.zp.ua/pages/etc/zdobutki.html та методичних рекомендацій у 3-х частинах "Основні орієнтири розвитку системи освіти Запорізької області в контексті реалізації Концепції «Нова українська школа» в умовах очної, дистанційної та змішаної освіти" URL: https://zoippo.zp.ua/pages/etc/orient.html.
2008 року захистила кандидатську дисертацію зі спеціальності 13.00.04 — «Підготовка учителів початкових класів до економічного виховання школярів у системі післядипломної педагогічної освіти», а 2015 року — докторську дисертацію зі спеціальності 13.00.04 — «Теоретичні і методичні засади розвитку соціальної компетентності вчителя початкової школи у системі післядипломної педагогічної освіти».
У 2012 році присвоєно вчене звання доцента кафедри інноваційних освітніх технологій, у 2020 році — професора кафедри початкової освіти.
Від початку 2000-х років однією з перших в системі післядипломної освіти почала розробляти проблему духовно-економічної (світської) освіти вчителів початкової школи й молодших школярів.

## Творчий доробок
Має більш як 200 наукових та науково-методичних праць.
Пройшла стажування у Празькому інституті підвищення кваліфікації (м. Прага, Чехія) за програмою «Публікаційна та проєктна діяльність в країнах Євросоюзу: від теорії до практики» (2016 р.), взяла участь у міжнародному семінарі «Виклики багатомовної освіти України» (Тартуський університет, Естонія — ЗНУ, Запоріжжя, 2017 р.).
О. В. Варецька є членом редакційної колегії двох вітчизняних наукових збірників та іноземного рецензованого наукового видання «Медиасфера и медиаобразование».
У даний час продовжує роботу над проблемами розбудови нової української початкової школи, упровадження інноваційних педагогічних технологій, академічної доброчесності, розвитку педагогічної майстерності, соціальної, економічної компетентності, фінансової грамотності вчителя початкової школи й учнів.

## Основні праці

### Монографії
- Варецька О. В. Розвиток соціальної компетентності вчителя початкової школи у системі післядипломної педагогічної освіти (2015);
- Ястребова В. Я., Варецька О. В., Бабко Т. М. Управління закладами освіти сільської місцевості: теорія та практика (2015).

### Науково-методичні посібники
- «Феномен сільської школи в освітньому просторі України» (у співавторстві) / Ястребова В. Я., Варецька О. В., Гашенко І. О., Кондратова Л. Г. (2010);
- «Управління освітою сільської місцевості» (у співавторстві) / Ястребова В. Я., Варецька О. В., Кондратова Л. Г., Бабко Т. М (Рекомендовано МОН України, 2013);
- «Формування соціальної компетентності молодшого школяра: науково-методичні знахідки слухачів творчої групи» (співавторство та заг. ред., 2015);
- «Розвиток соціальної компетентності вчителя початкової школи: соціокультурні чинники» (2015).

### Навчальні на навчально-методичні посібники
- Навчальний посібник «Навчаємося разом з дитиною: дошкільна економічна освіта від 5 до 7 років» (у співавторстві, 2000);
- Обучающее пособие «Сказка о трудолюбивых зайцах, или детям об экономике» (у співавторстві, 2004, 2012, 2014);
- Підручник для 4 кл. загальноосвітніх навчальних закладів «Екологія рідного краю» (у співавторстві, 2006, 2010; грифи МОН України);
- Робочий зошит для 4 кл. загальноосвітніх навчальних закладів «Екологія рідного краю» (у співавторстві, 2006, 2010; грифи МОН України);
- Навчальний посібник для вчителів початкових класів (інших спеціальностей, які викладають курс «Початки економіки») та викладачів системи післядипломної педагогічної освіти «Духовно-економічне виховання молодших школярів на основі авторського курсу „Початки економіки“» (рекомендовано МОН України, 2010);
- Навчальний посібник (у співавторстві) Книга для читання з економіки для учнів 1 класу до курсу «Початки економіки» (схвалено МОН України, 2006, 2014, 2019);
- Навчальний посібник «Робочий зошит з економіки» для учнів 2 класу загальноосвітніх навчальних закладів курсу за вибором «Початки економіки» (схвалено МОН України, 2006, 2014, 2019);
- Навчальний посібник «Робочий зошит з економіки» для учнів 3 класу загальноосвітніх навчальних закладів курсу за вибором «Початки економіки» (схвалено МОН України, 2006, 2014, 2019);
- Навчальний посібник «Робочий зошит з економіки» для учнів 4 класу загальноосвітніх навчальних закладів курсу за вибором «Початки економіки» (схвалено МОН України, 2006, 2014, 2019);
- Навчально-методичний посібник з економіки курсу за вибором «Початки економіки» для вчителя «Початки економіки. 1 клас» (схвалено МОН України, 2014, 2019);
- Навчально-методичний посібник з економіки курсу за вибором «Початки економіки» для вчителя «Початки економіки. 2 клас» (схвалено МОН України, 2006, 2014, 2019);
- Навчально-методичний посібник з економіки курсу за вибором «Початки економіки» для вчителя «Початки економіки. 3 клас» (схвалено МОН України, 2006, 2014, 2019);
- Навчально-методичний посібник з економіки курсу за вибором «Початки економіки» для вчителя «Початки економіки. 4 клас» (схвалено МОН України, 2006, 2014, 2019);
- Навчальний посібник для учнів 4 класу загальноосвітніх навчальних закладів «Робочий зошит з інтегрованого курсу „Economics for Beginners“» (укр. та англ. мовою, у співавторстві, 2016).
- Науково-методичний посібник "Нова українська школа: формування підприємницької компетентності учнів початкових класів" (у співавторстві, 2019).

## Нагороди
За досягнення у педагогічній діяльності нагороджено:
- Дипломом Центрального оргкомітету Всеукраїнського конкурсу «Учитель року» (2004);
- Почесним знаком «Відмінник освіти України» (2004);
- стипендією Запорізького міського голови (2004);
- Почесними грамотами Запорізької обласної профспілки працівників освіти і науки України, Управління освіти і науки Запорізької облдержадміністрації, Запорізької обласної ради, подяками голови Запорізької обласної ради, Виконавчого комітету Запорізької міської ради;
- Нагрудним знаком «За наукові та освітні досягнення» (2021).
- Знаком "Ушинський К.Д." (2024)